# Interestatal 15 en Idaho
La Interestatal 15 (abreviada I-15) es una autopista interestatal ubicada en el estado de Idaho. La autopista inicia en el sur desde la I 15  hacia el norte en la I 15     en Monida Pass. La autopista tiene una longitud de 315,4 km (196 mi).

## Mantenimiento
Al igual que las carreteras estatales, las carreteras federales, la Interestatal 15 es administrada y mantenida por el Departamento de Transporte de Idaho por sus siglas en inglés ITD.

## Cruces
La Interestatal 15 es atravesada principalmente por la I 86     en Pocatello.